# Rana Alsoufi
Rana Alsoufi (geb. 1982 in Amman) ist eine deutsche muslimische Theologin mit dem Schwerpunkt islamisches Recht (fiqh und uṣūl al-fiqh).

## Ausbildung
Alsoufi studierte ab 2001 islamisches Recht und islamische Theologie an der Yarmouk University in Irbid (Jordanien) und schloss den Bachelor 2004 ab. Durch ein Stipendium kam sie 2005 nach Aberdeen um das Studium der Islamwissenschaften fortzusetzen.
2005 bis 2006 absolvierte Alsoufi zuerst einen islamwissenschaftlichen Masterstudiengang (Master of Letters) an der University of Aberdeen mit historischem Schwerpunkt zur Stadt Jerusalem. Gefolgt wurde dieser Abschluss von einem weiteren Masterstudiengang in Divinity an der University of Edinburgh, welchen Alsoufi 2008 abschloss.
Im Jahr 2012 wurde Alsoufi in der religionswissenschaftlichen Abteilung der School of Divinity der University of Edinburgh mit einer vergleichenden Dissertation zu Rechtfertigungen des islamischen Strafrechts bei klassischen Gelehrten und in mehreren modernen Staaten zum Doktor in Philosophie promoviert.

## Wissenschaftliche Karriere
Während der Studienzeit in Schottland arbeitete Alsoufi 2010 bis 2012 an der University of Edinburgh als Dozentin für Religionswissenschaften. Danach zog Alsoufi nach Deutschland, wo sie 2013 bis 2017 als wissenschaftliche Mitarbeiterin (Post-Doc) an der philosophischen Fakultät der Friedrich-Alexander-Universität Erlangen-Nürnberg tätig war.
2017 nahm sie eine Stelle als Assistenzprofessorin für Islamische Theologie an der Universität Luzern in der Schweiz an, wo sie bis 2018 tätig war. Sie war somit die erste Muslimin, die an einer Schweizer Universität Theologie und Islam lehrte. Seit 2018 lehrt Alsoufi als Juniorprofessorin für Normenlehre des Islam am Institut für Studien der Kultur und Religion des Islam an der Goethe-Universität Frankfurt am Main. Sie forscht und lehrt sie auf dieser Position im Gebiet des islamischen Rechts und der Ethik. Dabei beschäftigt sie sich besonders mit vergleichender Forschung zu den Rechtsschulen sowie ethischen Fragestellungen im interreligiösen Kontext. Zudem gehören zu Alsoufis Forschungsschwerpunkten das Islamische Recht im Zusammenhang moderner Rechtstheorien und der interreligiöse Dialog.
Im Frühjahrsemester 2021 gab Alsoufi als Gastprofessorin Seminare für Islamische Theologie und Bildung an der Universität Zürich.
Alsoufi ist im Beirat der Europäischen Gesellschaft für theologische Forschung von Frauen.

## Forschung

### Arbeits- und Forschungsschwerpunkte
(Quelle: )
- Islamische Jurisprudenz (fiqh) und Rechtstheorie (uṣūl al-fiqh).
- Islamisches Strafrecht
- Islamische Theologie
- Ethik in der islamischen Tradition
- Vergleichende Theologie (mit Schwerpunkt „Abrahamitische Religionen“)

### Forschungsprojekte
Humboldt-Universität zu Berlin: Shortterm-Forschungsgruppe Wege zu einer Ethik. Neue Ansätze aus Theologie und Recht, zwischen modernen Herausforderungen und islamischer Tradition (abgeschlossen)

## Werke
- Strategies for the Justifications of Ḥudūd Allah and their Punishments in the Islamic Tradition, Edinburgh: The University of Edinburgh (PhD thesis), 2012 – Online

- Zwischen Leben und Tod –  Medizinethische Beiträge aus Judentum und Islam, von Jehoschua Ahrens, Rana Alsoufi, Mira Sievers – Verlag Matthias-Grünewald, 2022. ISBN 978-3-7867-3294-5

- Wege zu einer Ethik, von Mira Sievers, Serdar Kurnaz, Rana Alsoufi, Verlag Nomos, 2023. ISBN 978-3-8487-8967-2